# Усть-Балейское муниципальное образование

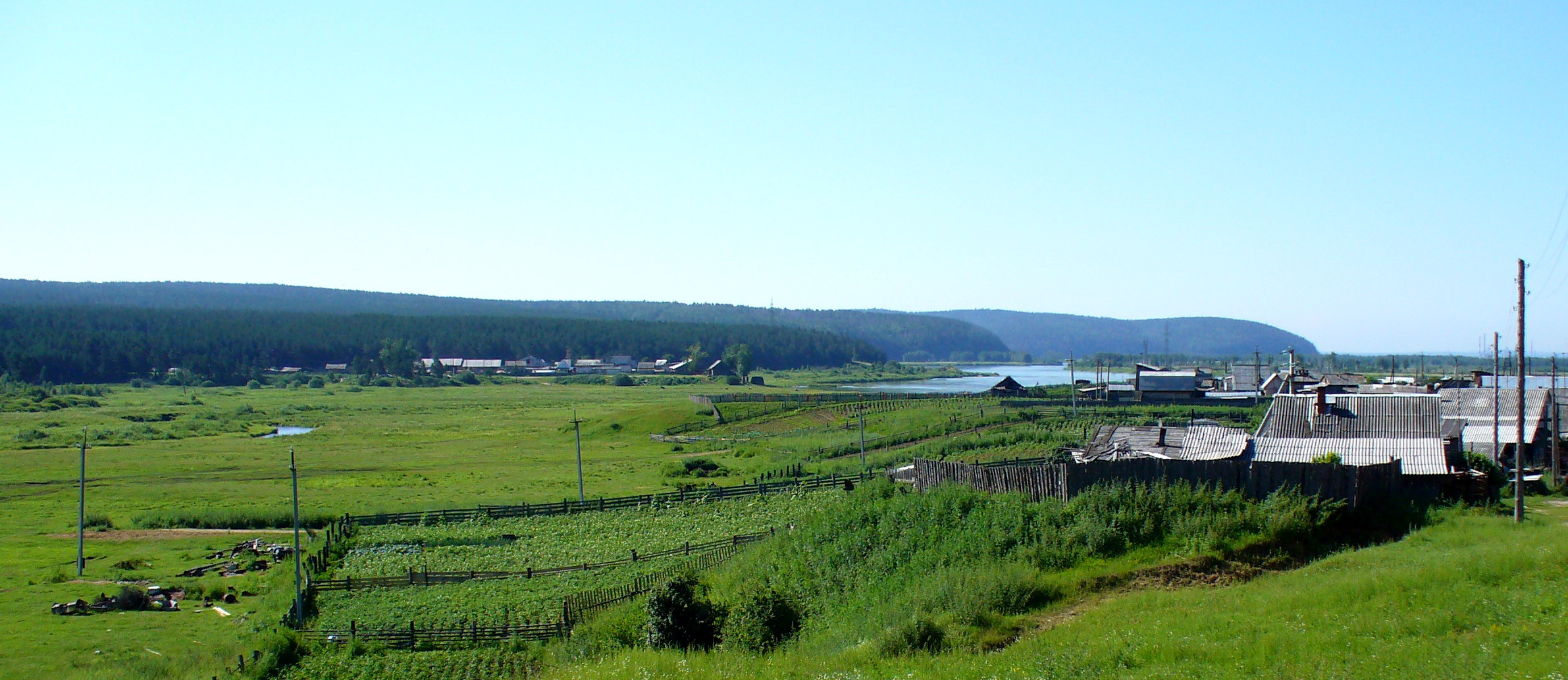
Посёлок Усть-Балей

Усть-Балейское муниципальное образование — сельское поселение в составе Иркутского района Иркутской области России.
Административный центр — деревня Зорино-Быково.

## Границы
Согласно закону «О статусе и границах муниципальных образований Иркутского района Иркутской области»

«…За начальную точку границы муниципального образования принята точка на левом берегу р. Ангара строго на запад от устья протоки Иданская. Граница проходит в северном, северо-западном направлении по левому берегу р. Ангара вниз по течению по смежеству с Ангарским районом до устья р. Китой; далее проходит в северо-западном, западном направлении по главному фарватеру р. Ангара вниз по течению по смежеству с Усольским районом до восточной оконечности о. Винный. Затем граница проходит в северо-восточном направлении по смежеству с Боханским районом до восточного угла квартала 96 Иркутского лесхоза Оекского лесничества, огибает его под прямым углом и проходит вдоль Александровского тракта в северо-западном направлении от ответвления дороги на Горохове. Далее граница проходит в северо-восточном направлении вдоль дороги на Горохове по юго-восточным границам кварталов 90, 86, пересекает по мосту р. Ангара вплоть до ЛЭП на расстоянии 5,1 км; далее поворачивает в юго-восточном направлении и проходит вдоль ЛЭП по прямой на западный угол квартала 156 на расстоянии 1,3 км. Затем граница резко под острым углом поворачивает на северо-восток и ломаной линией проходит по северозападным границам квартала 156 до северо-западного угла квартала 92 на расстояние 1,5 км. Далее граница сначала проходит в юго-восточном направлении, затем идет зигзагом по ломаной линии по северным границам кварталов 92, 89, 93, 94 до северо-восточного угла квартала 94 на расстоянии 16,1 км. Затем граница под острым углом поворачивает на юг и проходит по восточным границам кварталов 94, 95, 159, 160, 113, 115, 117 до южного угла квартала 15 на расстоянии 12 км. Далее граница проходит на юго-восток по юго-западной границе квартала 97 вплоть до р. Кармагай, до впадения в пруд в 1 км восточнее детского оздоровительного лагеря „Солнечный“ на расстоянии 4,6 км. Затем граница проходит в западном направлении по южным оконечностям пруда до точки находящейся в 0,3 км на юг от детского оздоровительного лагеря на расстоянии 1,4 км, далее резко поворачивает на юг и проходит до юго-западной стороны квартала 22 на расстоянии 0,6 км. Затем граница проходит в юго-восточном направлении, огибая юго-восточную оконечность квартала 134, поворачивает на юго-восток, юг и проходит по восточным границам кварталов 173, 175, 177, по центральной части квартала 138 на восточный угол кварталов 141 и 144 вплоть до пади Иланская на расстоянии 9,5 км. Далее граница плавно поворачивает в западном направлении и проходит через устье протоки Иданская, пересекая р. Ангара на расстоянии 2,8 км и выходит на левый берег р. Ангара в исходную точку.».

## Население
| 2010  | 2011  | 2012  | 2013  | 2014 | 2015 | 2016 |
| ----- | ----- | ----- | ----- | ---- | ---- | ---- |
| 992   | ↗999  | ↗1005 | ↗1020 | ↘990 | ↘979 | ↗989 |
| 2017  | 2021  |       |       |      |      |      |
| ↗1017 | ↗1120 |       |       |      |      |      |

## Населённые пункты
В состав муниципального образования входят населённые пункты:
- деревня Быкова;
- деревня Зорино-Быково;
- посёлок Усть-Балей;
- село Еловка.